# 10365 Kurokawa
10365 Kurokawa eller 1994 WL1 är en asteroid i huvudbältet som upptäcktes den 27 november 1994 av den japanska astronomen Takao Kobayashi vid Ōizumi-observatoriet. Den är uppkallad efter den japanska byn Kurokawa.
Asteroiden har en diameter på ungefär 3 kilometer.